# 미국 합동참모본부

미국 합동참모본부의 심볼

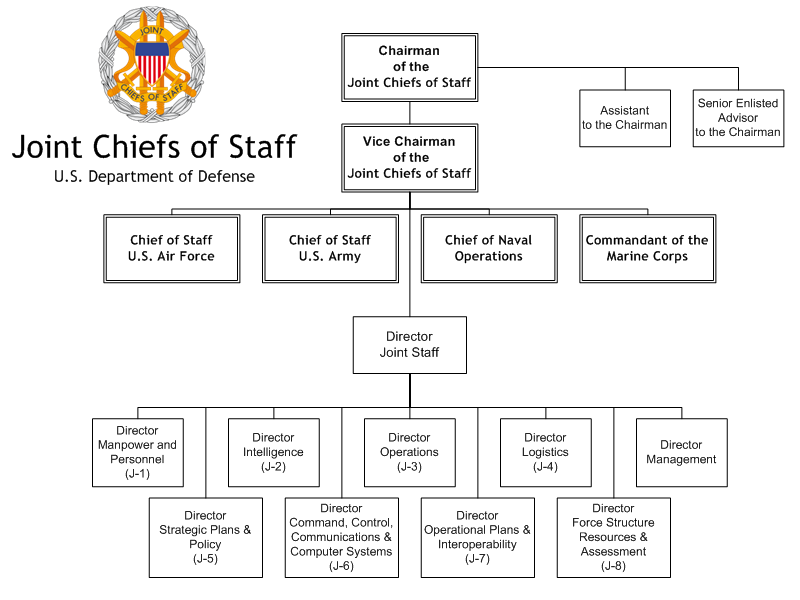
합동참모본부 조직표

미국 합동참모회의(美國 合同參謀會議, JCS: Joint Chiefs of Staff)는 미국의 문민정부에 조언 및 권고하는 미군 최고위급의 참모 회의이다.
이를 보좌하는 참모기관으로 미국 합동참모본부(美國 合同參謀本部, Joint Staff)가 있으나, 이에 준하는 한국 합동참모본부의 영문명칭은 Joint Chiefs of Staff이다.
미국 대통령은 합동참모의장과 합동참모차장을 임명한다. 이들은 군령권과 군정권을 갖진 않으나 대통령과 국방장관의 국방분야 수석자문으로서의 역할을 한다. 현재 미국의 합참의장은 공군 대장 찰스 퀸턴 브라운 주니어(General Charles Q. Brown Jr.)이다.
유사한 기관으로 종종 Chiefs of Staff Committee (COSC)가 있다. 이것은 다른 국가들에 일반적으로 존재한다.

## 합동참모회의
합동참모회의는 합동참모본부의 중추기관이며 합동참모본부의 각기관은 합동참모회의를 뒷받침하는 조직이다. 합동참모회의는 합동참모의장과 합동참모차장, 육군참모총장, 해군참모총장, 공군참모총장, 우주군참모총장, 해병대사령관, 주방위군총감, 해안경비대사령관(전시)으로 구성되는 기관이다.

## 합동참모본부의 각 기관
2실 : 합동참모의장 비서실, 합동참모차장 수석자문실
10부 : 합동참모본부, 인력&인사본부(J-1), 정보본부(J-2), 작전본부(J-3), 병참본부(J-4), 관리본부, 전략기획&정책본부(J-5), 지휘·통제·통신·정보·전산화본부(C4I)(J-6), 작전기획&상호정보교환본부(J-7), 군구조연구&평가본부(J-8)

## 명칭혼동

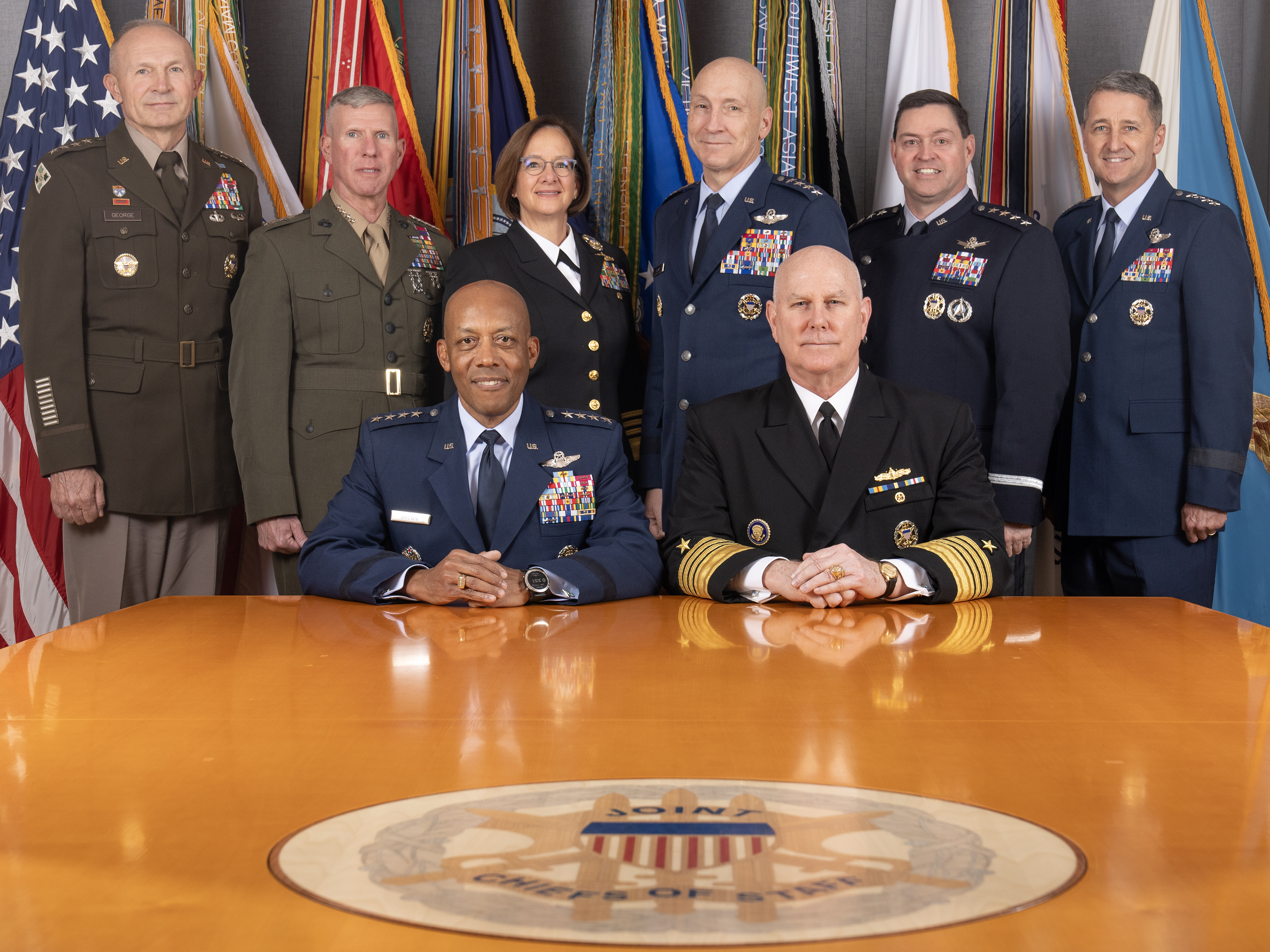
미국 합동참모본부 (2024)

한국 합참의 영문명칭이 "Joint Chiefs of Staff"로 정착하기는 하였으나, 미국의 용례를 보면 사실 "Joint Chiefs of Staff"은 합참의장 및 차장, 각 군 총장, 해병대사령관, 주방위군총감 7명을 지칭하는 명칭이고, 이를 보좌하는 참모기관은 "Joint Staff"로 지칭한다. 따라서 "Joint Chiefs of Staff"는 합동참모회의이고 "Joint Staff"는 합동참모회의를 보좌하는 합동참모본부이다.

## 역사
남북 전쟁 이후 미국군의 규모는 계속 성장해 왔다. 미국 육군과 미국 해군의 연합작전은 점점 더 어려워졌다.
미국-스페인 전쟁에서 육군과 해군의 상호연합작전은 상호간의 의견 불일치로, 작전계획단계에서나 실제 작전단계에서나 이루어지지 않았다.
루즈벨트 대통령이 1903년에 육해군 합동위원회를 설립했다.
권고기관(advisory committee)에 불과했던 합동위원회는 육해군 합동작전을 계획하였다.

## 관련 사진

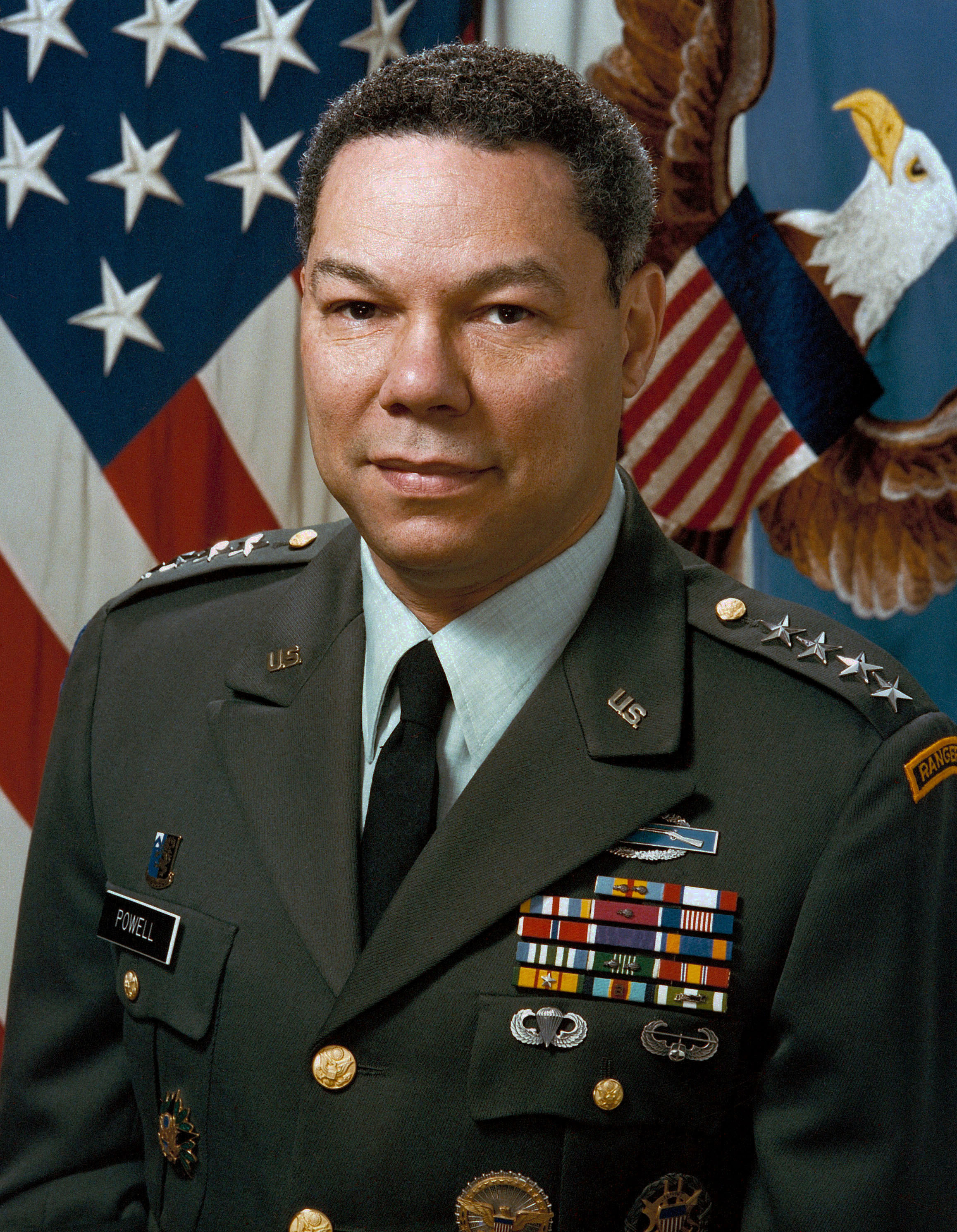
제12대 합참의장 콜린 파월 육군 대장
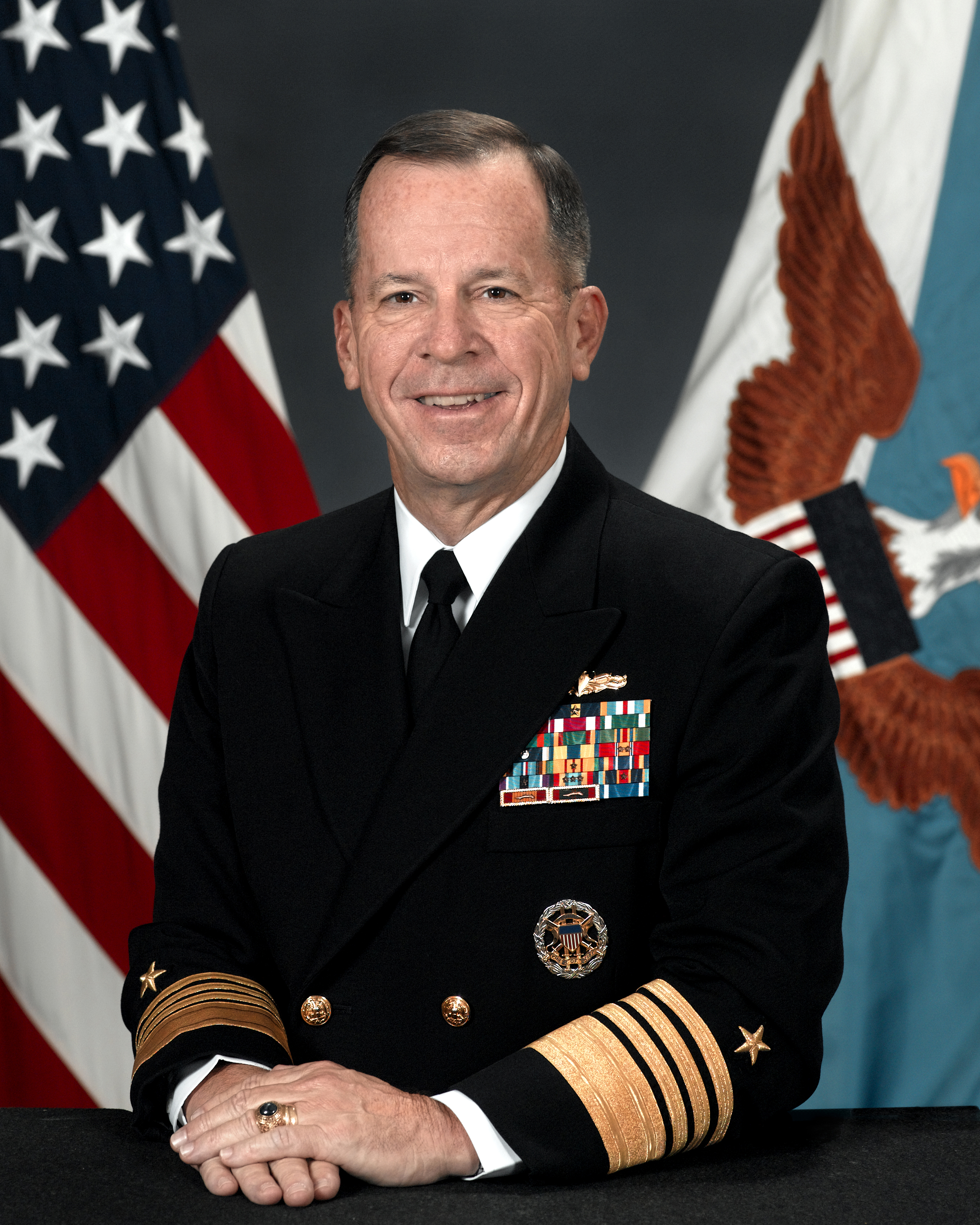
제17대 합참의장 마이클 뮬렌 해군 대장

## 같이 보기
- 대한민국 합동참모본부
- 일본 합동참모본부